# Rá'id al-Karmí
Rá'id al-Karmí (arabsky رائد الكرمي‎; 28. ledna 1974 Túlkarím – 14. ledna 2002 Túlkarím) byl palestinský odbojář a vůdce Brigády mučedníků al-Aksá na Západním břehu Jordánu. Byl zabit 14. ledna 2002 při cíleném atentátu Izraelských obranných sil (IOS).

## Životopis
Podle Mosadu stál od začátku druhé intifády v září 2000 v čele sítě, která v oblasti Túlkarimu provedla řadu útoků automatickými zbraněmi, při nichž byli zabiti a zraněni izraelští civilisté i vojáci. Podle izraelské armády jednal na přímý rozkaz Marwána Barghútího, vůdce hnutí Tanzím na Západním břehu Jordánu.
V červenci 2001 zavraždil obyvatele Petach Tikvy Eliho Na'amana.
V rozhovorech pro tisk uvedl, že je odhodlán v protiizraelských akcích pokračovat a že je dokonce hodlá rozšířit. Dne 23. srpna 2001 v rozhovoru poskytnutém CNN prohlásil: „Připravujeme mladé lidi k provádění operací na izraelském území. Učíme 17 až 18leté mladíky útočit na osadníky a unášet vojáky v Izraeli“. V dalších rozhovorech popsal svůj podíl na únosu a vraždě dvou izraelských majitelů restaurace v Túlkarimu.
Podle Mosadu provedl al-Karmí během 15 měsíců dlouhou sérii útoků a vražd, při nichž zabil celkem 10 Izraelců a 9 dalších zranil. Izrael mu připisuje mnoho činů.